# Fisker Ocean
Fisker Ocean egy akkumulátoros elektromos, középkategóriás SUV személyautó, amelyet az amerikai Fisker cég gyártott 2022 és 2024 között.

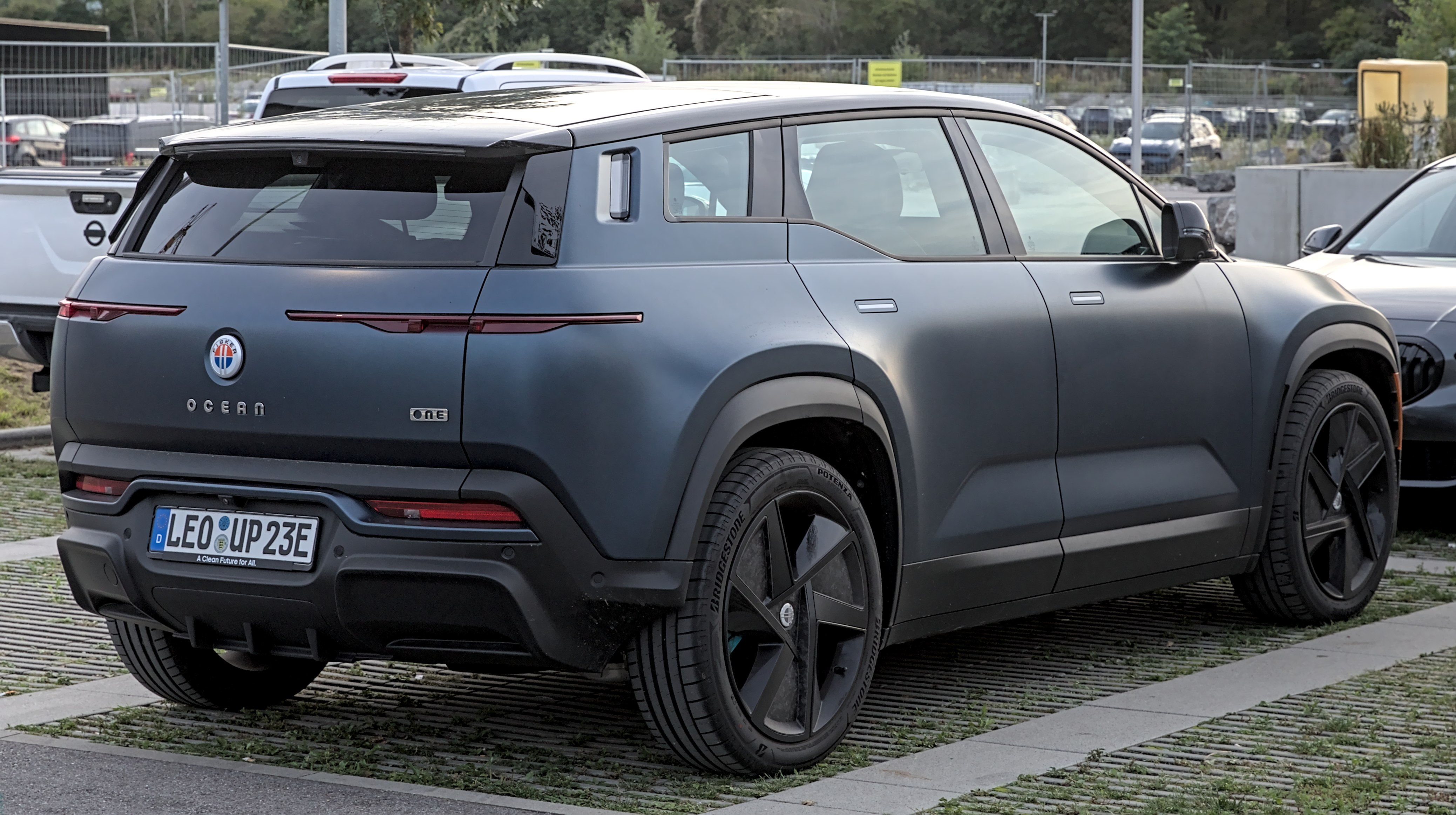
Hátulnézetből

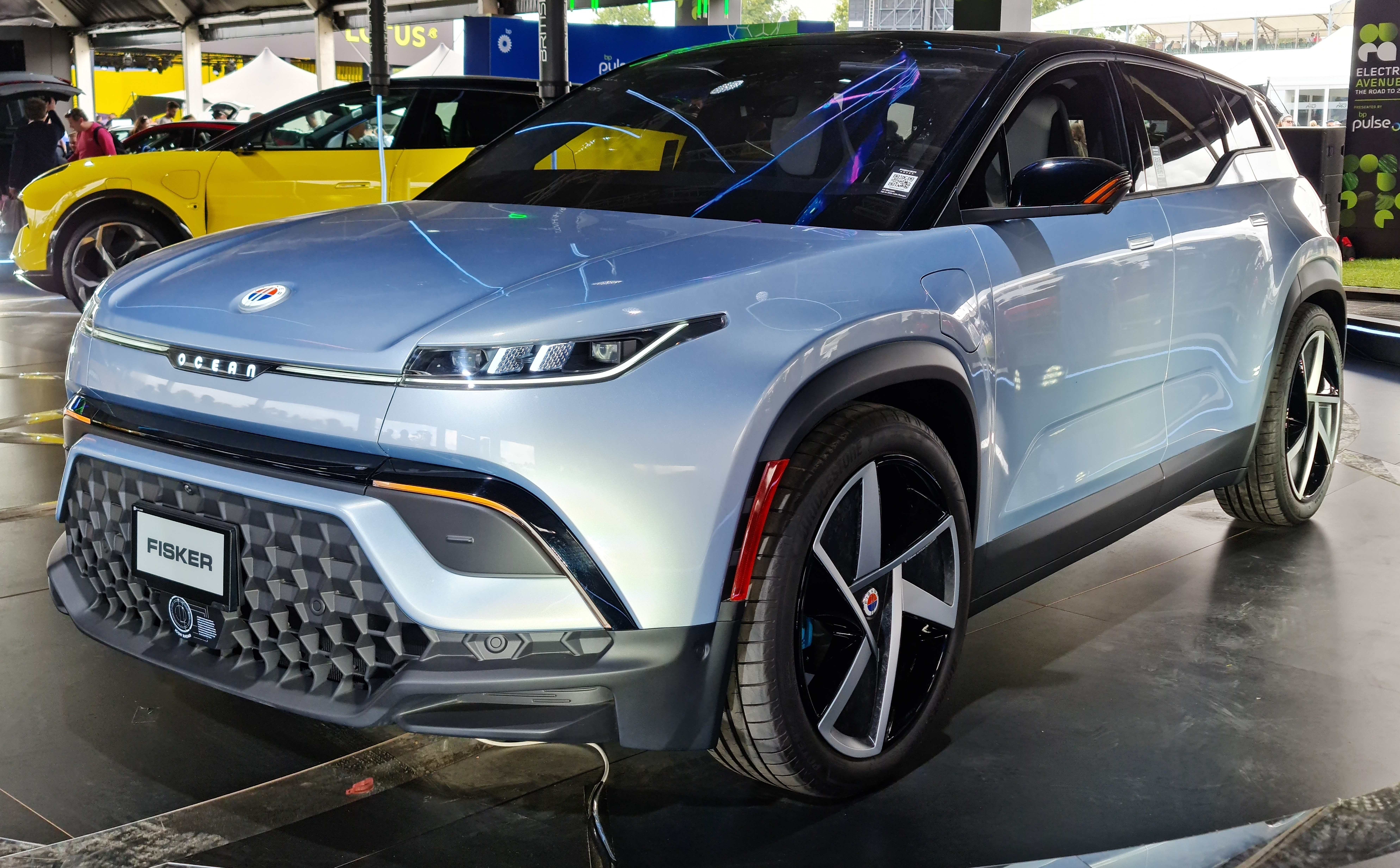
Elölnézetből

2019 novemberében a Fisker bejelentette, hogy gyártásba kívánja helyezni első elektromos SUV-ját, az Oceant. A jármű hivatalos bemutatására 2020 januárjában került sor, gyártás előtti formában, amely a tömeggyártásra való felkészülés során kozmetikai változásokon eshet át. Az autó Henrik Fisker futurisztikus stíluskoncepcióján alapult. Jellegzetes elemei a nagy kerekek izmos kerékívekkel, a kis ablakfelület magas széllel, valamint az üvegezett tető, amelyre napelemeket helyeztek, amelyek további energiát nyernek az elektromos rendszer számára. A jellegzetes részletek közé tartoznak a keskeny, magasra állított fényszórók, a közöttük a modellnévvel megvilágított felirat, valamint az oszlopban egy további lámpaernyővel dúsított, szárnyaló hátsó lámpák, amelyek az irányjelzőket oldalnézetből jobban kivehetik. Egy másik szokatlan megoldás volt az ún. California Mode, amely lehetővé teszi az összes ablak leengedését egyetlen gombbal – nem csak az ajtókban, hanem a csomagtartóban és a csomagtérajtóban is.
A Fisker Ocean sorozatgyártására szánt, 2021 novemberében, a Los Angeles-i Autószalonon megrendezett záróbemutató alkalmával bemutatták az utastér eddig ismeretlen kialakítását. A minimalista dizájnnal fenntartott, 90 fokkal elforgatható multimédiás rendszer 17,1 hüvelykes érintőképernyője uralja. Közvetlenül alatta egy alsó sáv található gombokkal a jármű alapvető funkcióinak vezérlésére, a vezető elé pedig egy másik, 9,8 hüvelykes, digitális óraként szolgáló képernyő került. Szokatlan megoldásokat alkalmaztak az utaskabinban is, többek között egy behúzható és összecsukható tálcát

### Értékesítés
2020 októberében a Fisker bejelentette, hogy megállapodást kötött az osztrák Magna Steyr autógyártó céggel, hogy a járművet a grazi üzemében gyártsák. A tömeggyártás végül két évvel később, 2022 novemberében kezdődött. Az autót a hazai amerikai piacon kívül az európai piacra történő bevezetéséről is döntöttek.

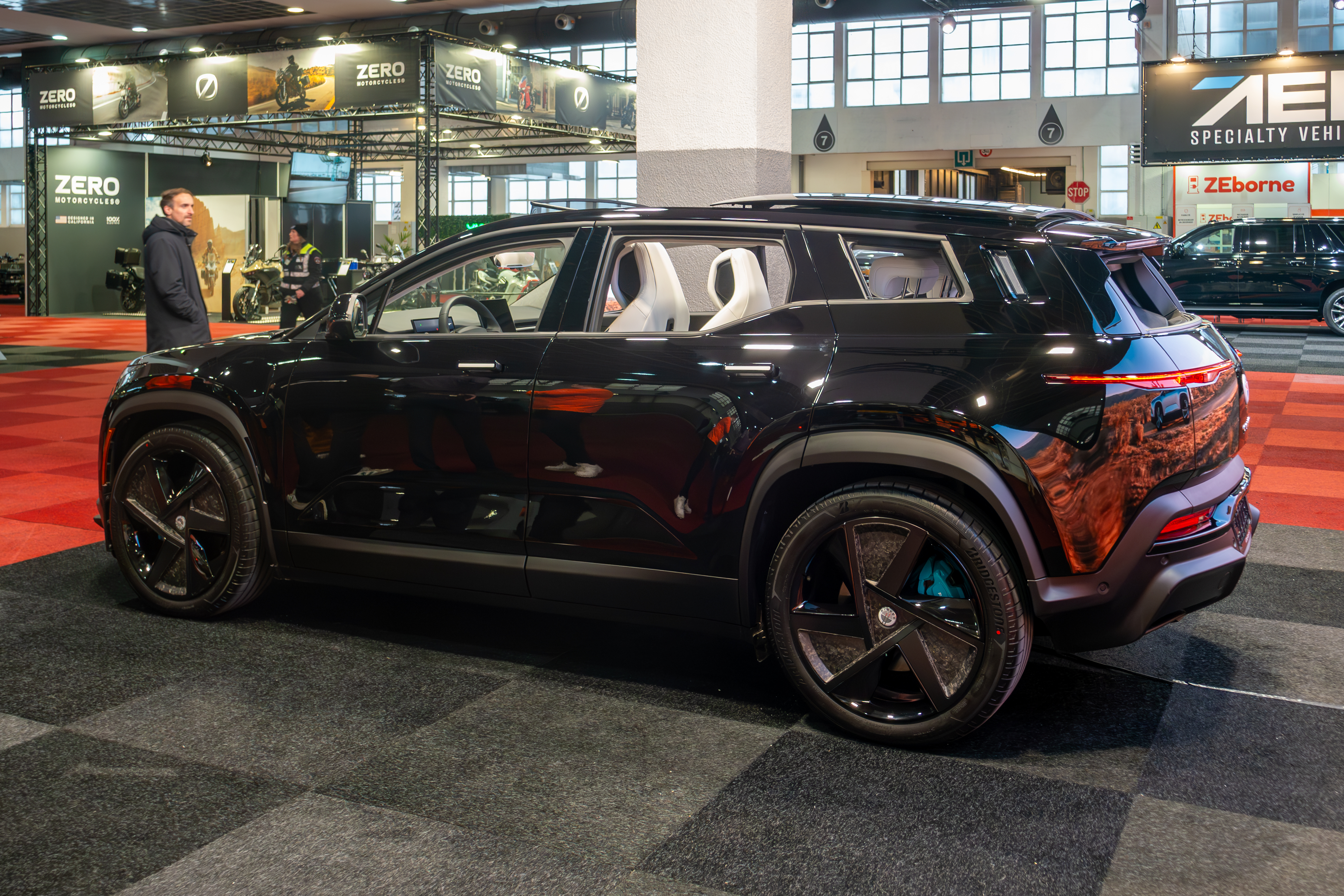
Fisker Ocean California Mode-ban

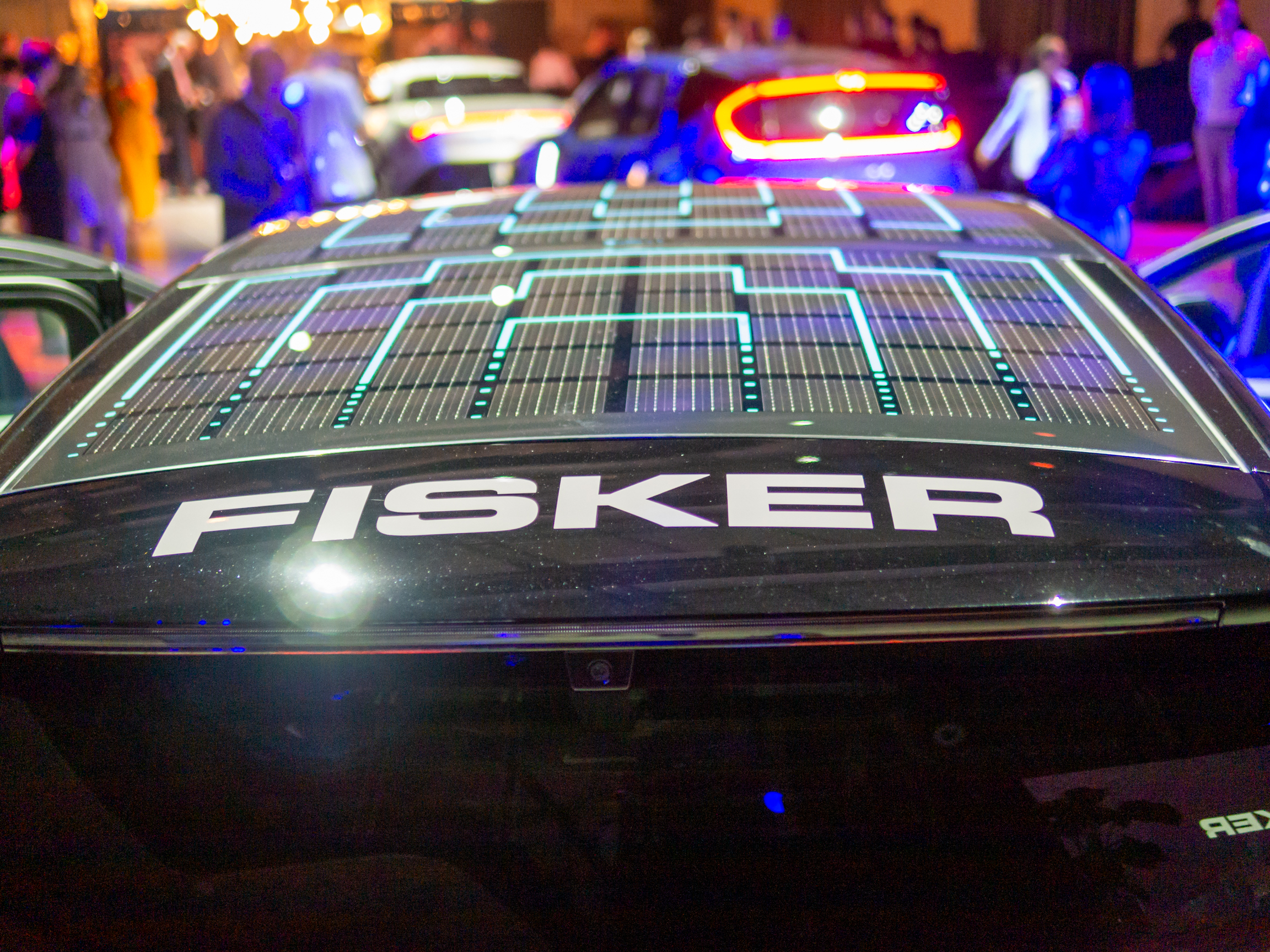
Napelemek a Fisker Ocean tetején

A gyártás első évében a Fisker közvetlen értékesítési modellen keresztül értékesítette az Oceant a fő amerikai piacon, majd 2024 januárjában felhagytak vele, és hagyományos módon - a kereskedői hálózat fix pontjain keresztül - megkezdték a forgalmazást.

### Műszaki adatok
| Változat                  | Ocean One              | Ocean Extreme                 | Ocean Ultra                   | Ocean Sport                   |
| ------------------------- | ---------------------- | ----------------------------- | ----------------------------- | ----------------------------- |
| Erőátvitel                | AWD                    | AWD                           | AWD                           | FWD                           |
| Akkumulátor típusa        | NMC                    | NMC                           | NMC                           | LFP                           |
| Az akkumulátor kapacitása | 106,5 kWh              | 106,5 kWh                     | 106,5 kWh                     | 71 kWh                        |
| Tényleges tartomány       | 530 km                 | 520 km                        | 535 km                        | 360 km                        |
| Gyorsulás 0–100 km/h      | 3,9 másodperc          | 3,9 másodperc                 | 4,2 másodperc                 | 7,4 másodperc                 |
| Maximális sebesség        | 205 km/h               | 205 km/h                      | 200 km/h                      | 160 km/h                      |
| Maximális teljesítmény    | 468 LE                 | 468 LE                        | 468 LE                        | 275 LE                        |
| Maximális nyomaték        | 693 Nm                 | 693 Nm                        | 693 Nm                        | 386 Nm                        |
| Piaci elérhetőség         | 2023. március-december | 2023. március – 2024. március | 2023. március – 2024. március | 2023. március – 2024. március |

## Fordítás
Ez a szócikk részben vagy egészben  a   Fisker Ocean című lengyel Wikipédia-szócikk ezen változatának fordításán alapul.  Az eredeti cikk szerkesztőit annak laptörténete sorolja fel. Ez a jelzés csupán a megfogalmazás eredetét és a szerzői jogokat jelzi, nem szolgál a cikkben szereplő információk forrásmegjelöléseként.